# Lorino
Lorino (en russe : Лорино, en tchouktche : Льурэн) est une localité du district autonome de Tchoukotka en Russie. Lorino est l'une des localités russes les plus orientales et les plus proches du détroit de Béring. Le village sur situe sur les rives de la baie Mechigmen. Sa population s'élevait à 971 habitants en 2021.

## Population
Recensements (*) ou estimations de la population 
| 2002* | 2010* | 2012  | 2013  | 2020 | 2021 |
| ----- | ----- | ----- | ----- | ---- | ---- |
| 1 236 | 1 267 | 1 255 | 1 216 | 980  | 971  |

## Galerie

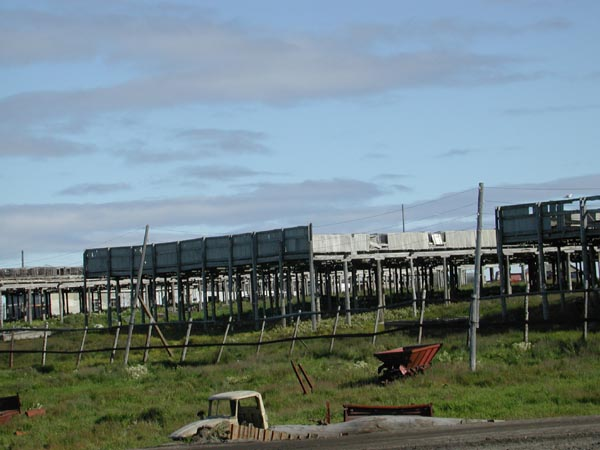
Élevage de renards.
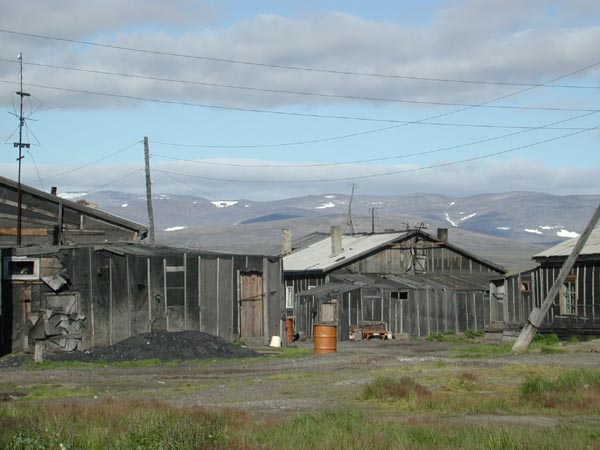
Maisons d'habitation à Lorino.
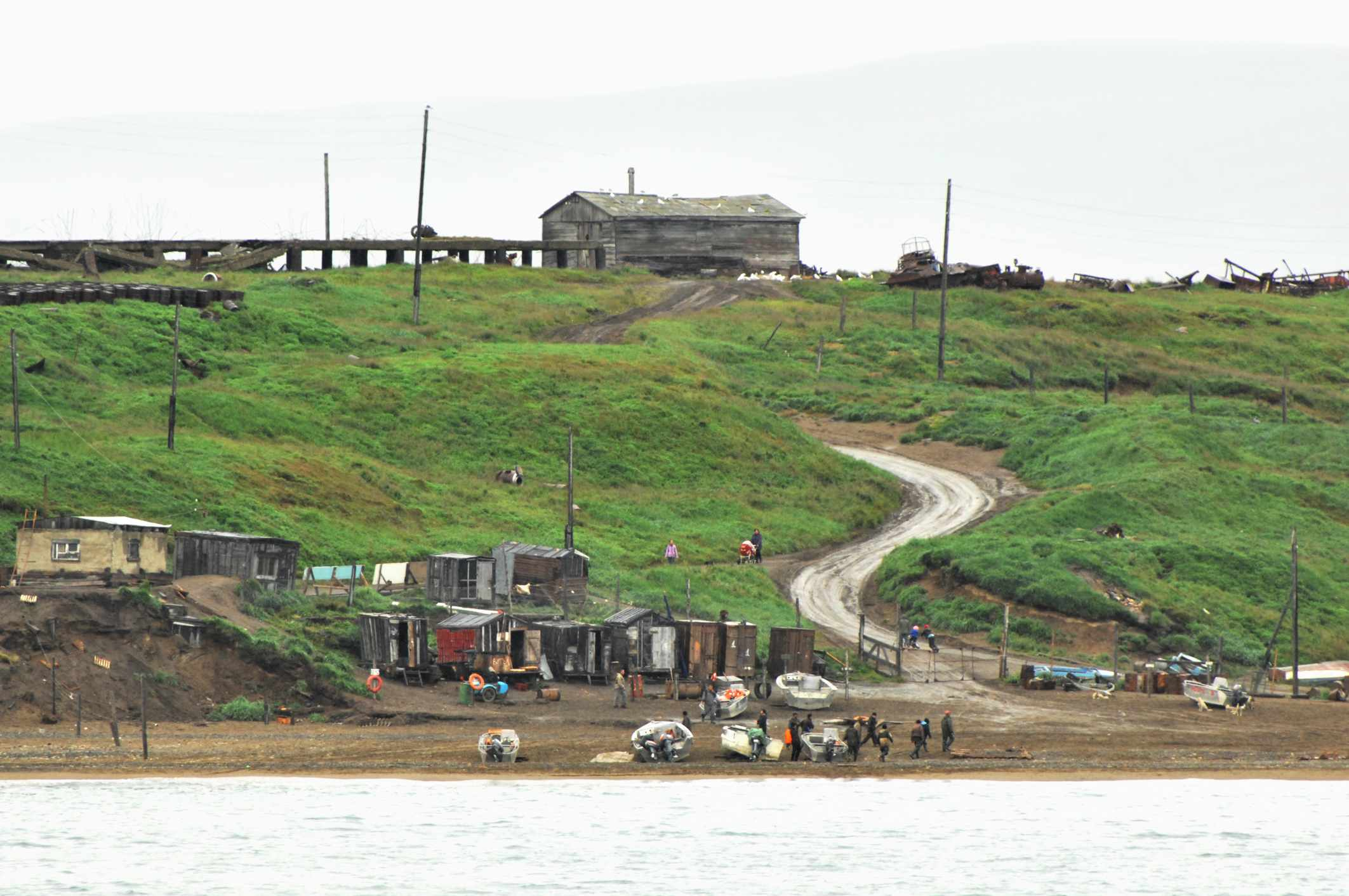
Havre et chemin vers le centre-ville.
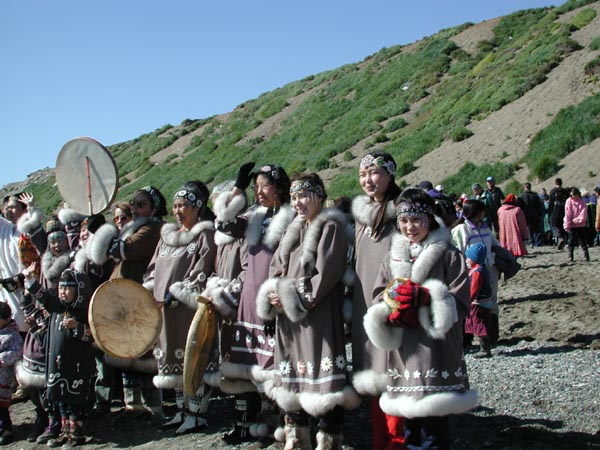
Danseuses lors d'un festival.